# .bd
Pour les articles homonymes, voir BD.
.bd est le domaine de premier niveau national (country code top level domain : ccTLD) réservé au Bangladesh. Il est géré par le ministère des postes et des télécommunications du Bangladesh.